# Moskvitch 2138/2140

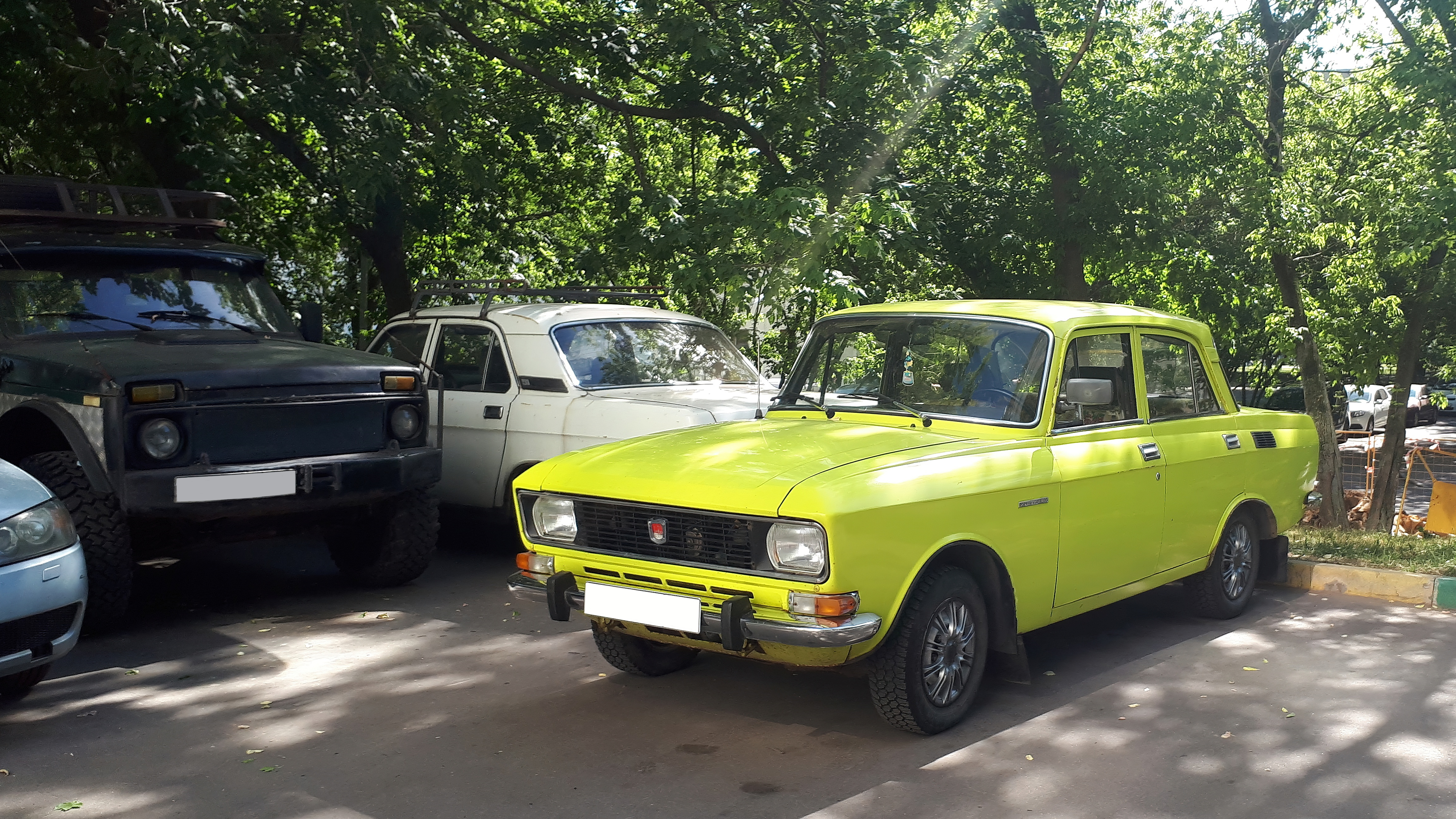

Les Moskvitch 2138 et 2140 sont deux automobiles fabriquées par le constructeur russe Moskvitch. Les 2138 et 2140 succèdent respectivement aux 408 et 412 en 1975. Extérieurement identiques, elles auront une longue carrière, puisque la 2140 sera produite jusqu’en 1994.
En mars 1975, Moskvitch fait coup double : remplacer la 408 et la 412 par un même modèle, mais équipé de moteurs différents. La 2138 remplace ainsi la 408, qui résistera cependant jusqu’en 1976. Le break, dénommé 2136, est toujours présent, de même que la fourgonnette, type 2733. Ces trois versions sont équipées du vieux 1.4 apparu sur la 407. Parallèlement, Moskvitch présente également la 2140, qui est elle aussi déclinée en break 2137 et en fourgonnette 2734. Le moteur est un 1 478 cm3.
Par rapport aux 408 et 412, outre une carrosserie redessinée par le studio moscovite du designer Raymond Loewy, on trouve une nouvelle planche de bord, de nouveaux sièges et un aménagement intérieur repensé.
À la fin des années 1970 apparaît un diesel Perkins de 1 760 cm3, qui sera disponible jusqu’en 1988.
En 1981, le moteur 1600 Lada (1 569 cm3, 78 ch) est monté sur une version 1500 SL destinée à l’export (Finlande et Italie principalement), elle garde cependant le matricule 2140.
Si les 2138 et 2136 ont rendu l’âme au milieu des années 1980, la berline 2140 et ses dérivés ont perduré jusqu’en 1994.
La 412 et son dérivé 5 portes Izh 2125 sera même produite jusqu’en 1997.

## Sources
- Voitures des pays de l'Est, Bernard Vermeylen, E-T-A-I